# Madeleine Roux
Madeleine Roux – amerykańska pisarka. Stworzyła kilka cykli o tematyce paranormalnej oraz grozy dla młodych dorosłych (young adult), w tym cykl Asylum. Stworzyła również powieści fantastyczno-naukowe dla dorosłych oraz powieści na licencji, osadzone w takich franczyzach jak World of Warcraft oraz Dungeons & Dragons. Na język polski została przetłumaczona m.in. jej powieść Księga żywych sekretów dedykowana młodzieży.

## Życie i edukacja
Roux urodziła się w Minnesocie i uczęszczała do Beloit College, gdzie studiowała twórcze pisanie oraz aktorstwo. Obroniła licencjat w 2008 roku.

## Kariera

### Powieści
Stała się popularna dzięki blogowi poświęconemu fikcyjnej historii o zombie, Allison Hewitt Is Trapped. Jego treść została następnie wydana jako powieść pod tym samym tytułem. W 2013 ukazała się jej powieść Asylum, rozpoczynająca cykl o tej samej nazwie, która stała się bestsellerem dziennika „The New York Times”.
W 2017 rozpoczęła publikacje kolejnej trylogii young adult. Tytuł pierwszego tomu to House of Furies. Recenzję tej powieści w „Publishers Weekly” stworzyła Kate McKean, pisząc m.in. o tym, że autorka tworzy gotycką scenerię w mrocznie zachwycającym wstępie do serii. W lutym 2022 Attorney General of Oklahoma ogłosiło listę książek z biblioteki szkolnej, w tym właśnie tę powieść Rous, które sprawdza pod kątem rzekomej nieprzyzwoitości. Prokurator generalny John O’Connor wycofał się jednak z dochodzenia w ciągu jednego dnia.
Jej powieści dla dorosłych, Salvaged (2019) oraz Reclaimed (2021) otrzymały pozytywne recenzje w „Publishers Weekly”.
W marcu 2022 autorka opublikowała horror young adult Księga żywych sekretów, która ukazała się również w Polsce nakładem wydawnictwa Jaguar. W sierpniu 2022 ukazał się historyczny romans autorki, The Proposition, a w sierpniu 2022 zostało ogłoszone, że Quill Tree Books nabyło prawa do wydania powieści fantasy autorki Now We Hunt the Doe oraz innej powieści autorki, której tytuł nie został jeszcze podany.

### Twórczość na licencji
Stworzyła opowiadanie Eclipse, które pojawiło się w antologii opowiadań z uniwersum Gwiezdnych Wojen pod tytułem From a Some Point of View z 2017.
Napisała dwie powieści osadzone w świecie World of Warcraft, a także opowiadanie A moment in a Verse. Shadows Rising, jej druga powieść osadzona w tym świecie, pojawiła się wśród bestsellerów „Publishers Weekly” w lipcu 2020. Jest autorką cyklu Dungeon Academy, które stworzyła wraz z ilustratorem Timothym Probertem. Są to historie dedykowane młodzieży, osadzone w uniwersum Dungeons & Dragons. Publikowała również pod pseudonimem Roux Diane Walker.

### Historyczne romanse
- The Proposition (Dell, 2022, ISBN 978-0-593-49937-5)

### Fantastyka naukowa
- Salvaged (Ace, 2019, ISBN 978-0-451-49183-1)
- Reclaimed (Ace, 2021, ISBN 978-0-451-49185-5)

### Twórczość young adult
- Księga żywych sekretów (Jaguar, 2022, ISBN 978-83-8266-078-4), ang. The Book of Living Secrets (Quill Tree Books, 2022, ISBN 978-0-06-294142-8)
- Now We Hunt the Doe (Quill Tree Books, 2024) [zapowiedź]

#### CyklZombie
- Allison Hewitt Is Trapped (St. Martin’s Publishing Group, 2011, ISBN 978-0-312-65890-8)
- Sadie Walker is Stranded (St. Martin’s Publishing Group, 2012, ISBN 978-0-312-65891-5)

#### CyklAsylum
- Asylum (HarperCollins Publishers, 2013, ISBN 978-0-06-222096-7)
- Sanctum (HarperCollins Publishers, 2014, ISBN 978-0-06-222099-8)
- Catacomb (HarperCollins Publishers, 2015, ISBN 978-0-06-236405-0)
- Escape from Asylum, prequel (HarperCollins Publishers, 2016, ISBN 978-0-06-242443-3)
- The Asylum Novellas (HarperCollins Publishers, 2016, ISBN 978-0-312-65891-5); zawiera opowiadania:
  - The Scarlets, novella (2014)
  - The Bone Artists, novella (2015)
  - The Warden, novella (2016)

#### CyklHouse of Furies
- House of Furies (HarperTeen, 2017, ISBN 978-0-06-249861-8)
- Court of Shadows (HarperTeen, 2018, ISBN 978-0-06-249870-0)
- Tomb of Ancients (HarperTeen, 2019, ISBN 978-0-06-249873-1)

### Fikcja na licencji

#### World of Warcraft
- The Shining Blade – World of Warcraft: Traveler, Book 3 (Scholastic Inc., 2019, ISBN 978-1-338-53894-6)
- World of Warcraft: Przebudzenie Cieni (Insignis, 2020, ISBN 978-83-66575-15-8), ang. Shadows Rising – World of Warcraft: Shadowlands (Del Rey Books, 2020, ISBN 978-0-399-59414-4)
- A Moment in Verse, opowiadanie online (2021)

#### Dungeons & Dragons
- Dungeon Academy: No Humans Allowed! (HarperCollins Publishers, 2021, ISBN 978-0-06-303912-4)
- Dungeons & Dragons: A Goblin Problem (HarperCollins Publishers, 2022, ISBN 978-0-06-303918-6)
- Dungeon Academy: Tourney of Terror (HarperCollins Publishers, 2022, ISBN 978-0-06-303914-8)

#### Critical Role
- Critical Role: The Mighty Nein – The Nine Eyes of Lucien (Del Rey Books, 2022, ISBN 978-0-593-49673-2)

### Antologie
- From a Certain Point of View, "Eclipse" (Del Rey Books, 2017, ISBN 978-0-345-51147-8)
- Don't Turn Out the Lights, "The Tall Ones" (HarperCollins Publishers, 2020, ISBN 978-0-345-51147-8)